# راجر گریمائو
راجر گریمائو (انگلیسی: Roger Grimau؛ زادهٔ ۱۴ ژوئیهٔ ۱۹۷۸) بازیکن بسکتبال اهل اسپانیا است.

## حرفه
از باشگاه‌هایی که در آن بازی کرده‌است می‌توان به باشگاه بسکتبال بیلبائو، باشگاه بسکتبال بارسلونا، باشگاه بسکتبال یوونتوت بادالونا، و باشگاه بسکتبال مانرسا اشاره کرد.